# Tropidoturris simplicicingula
Tropidoturris simplicicingula is een slakkensoort uit de familie van de Borsoniidae. De wetenschappelijke naam van de soort is voor het eerst geldig gepubliceerd in 1958 door Barnard.